# Synchlora xysteraria
Synchlora xysteraria là một loài bướm đêm trong họ Geometridae.

## Hình ảnh

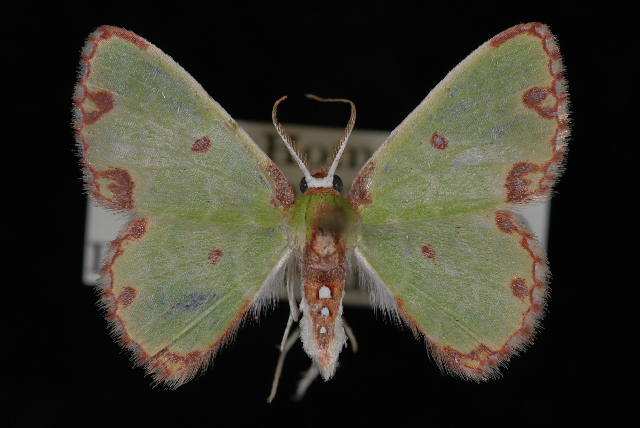